# Chen Ning Yang

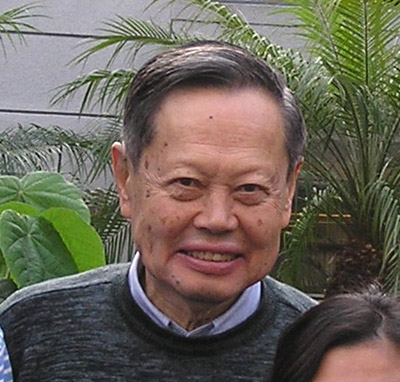
Chen Ning Yang

Chen Ning Yang (chinesisch 楊振寧 / 杨振宁, Pinyin Yáng Zhènníng, W.-G. Yang Chên-ning; * 1. Oktober 1922 in Hefei, China) ist ein chinesischer Physiker und Nobelpreisträger.

## Leben

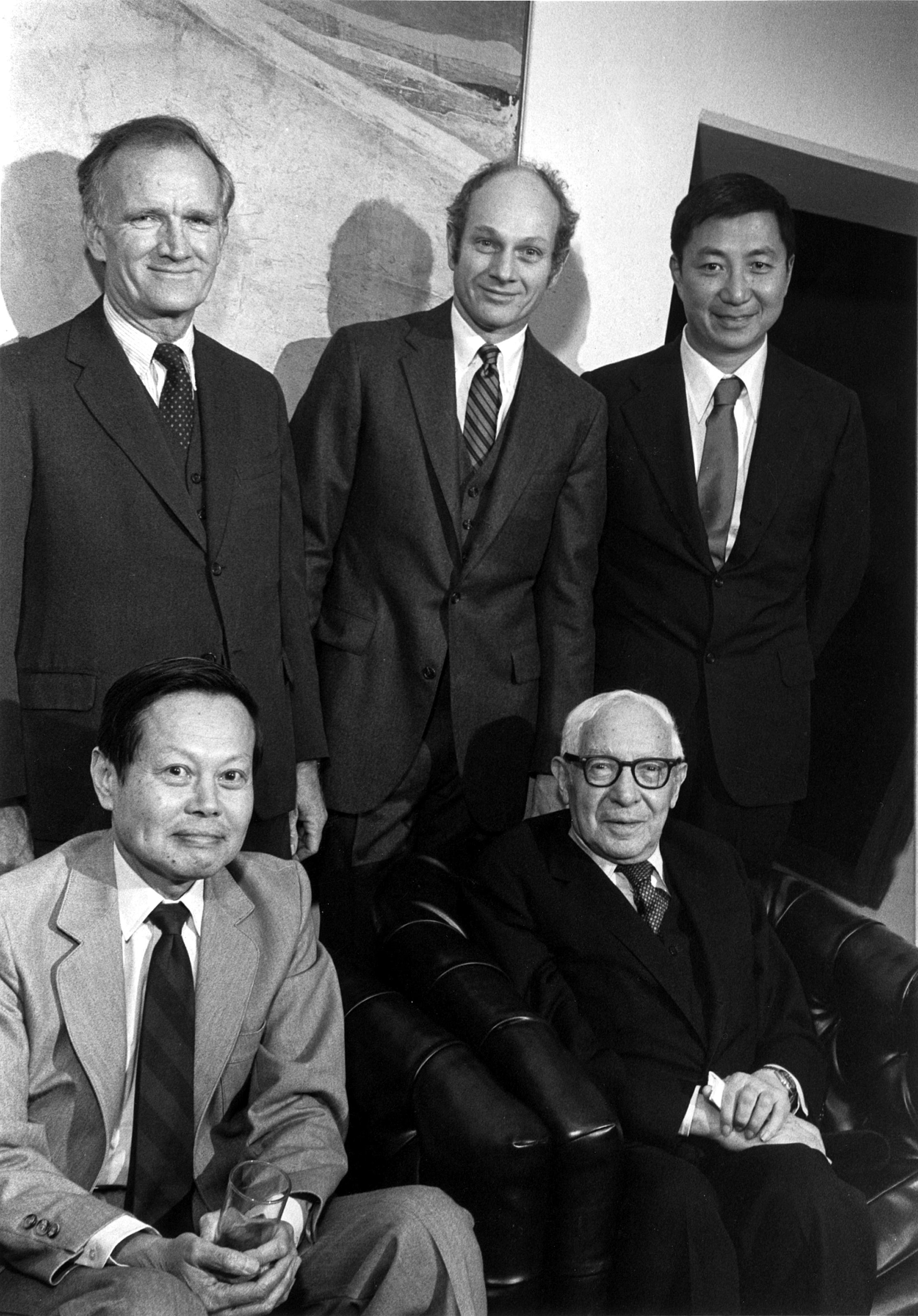
Yang (sitzend, links) mit anderen Nobelpreisträgern

Chen Ning Yang, der auch Frank oder Franklin genannt wird, wurde am 1. Oktober 1922 in Hefei als erstes von fünf Kindern des Mathematikprofessors Ke Chuan Yang und seiner Frau Meng Hwa Loh Yang geboren. Yang selbst verwendete später den 22. September in allen seinen Dokumenten als Geburtsdatum, nachdem dies zuerst 1945 fälschlicherweise in seinen Pass eingetragen worden war. Er wuchs auf dem Campus der Tsinghua-Universität in Peking auf und studierte an der Vereinigten Südwest Universität in Kunming, wo er 1942 seinen B.Sc. mit einer Arbeit über Gruppentheorie und Molekülspektren erwarb. Dort besuchte er unter anderem Vorlesungen der Differentialgeometrie von Shiing-Shen Chern. Den M.Sc. erwarb er 1944 an der Tsinghua-Universität, die während des Chinesisch-Japanischen Krieges ebenfalls in Kunming angesiedelt war. Nach dem Krieg erhielt er von der Tsinghua-Universität ein Amerika-Stipendium und ging im Januar 1946 an die Universität von Chicago, wo Enrico Fermi einen großen Einfluss auf ihn ausübte. Nach seiner Promotion 1948 über die Winkelverteilung von Kernreaktionen und Koinzidenzmessungen bei Edward Teller blieb er noch ein Jahr als Ausbilder in Chicago, bevor er ans Institute for Advanced Study in Princeton (New Jersey) wechselte, dort wurde er 1955 zum Professor ernannt. 1965 ging er nach Stony Brook, wo er den Rest seiner Laufbahn verbrachte und auch nach seiner Emeritierung zur Jahrtausendwende blieb.
Yang heiratete 1950 Chih Li Tu und hat mit ihr drei Kinder, Franklin (* 1951), Gilbert (* 1958) und Eulee (* 1961). Nach dem Tod seiner ersten Frau im Winter des Jahres 2003 heiratete Yang Fan Weng im Dezember 2004.
Yang wurde im Jahr 1964 Bürger der Vereinigten Staaten. Mittlerweile lebt er in China, wo er 2004 eine dauerhafte Aufenthaltsgenehmigung erhielt. Zum 30. September 2015 gab er die amerikanische Staatsbürgerschaft auf, um chinesischer Staatsbürger zu werden. 2017 wurde er von der Chinesischen Akademie der Wissenschaften als vollwertiges Mitglied aufgenommen.
Seit John B. Goodenoughs Tod im Juni 2023 ist Yang der älteste lebende Nobelpreisträger.

## Werk
Yang beschäftigte sich vorwiegend mit der statistischen Mechanik und mit Symmetrieprinzipien. Von ihm und Lee stammt die Vorhersage der Möglichkeit der Paritätsverletzung bei der schwachen Wechselwirkung, die dann experimentell durch Wu bestätigt wurde. 1949 bewies er das Landau-Yang-Theorem. Mit Tsung-Dao Lee, mit dem er jahrelang zusammenarbeitete und publizierte, mit dem er sich aber später zerstritt, leistete er noch viele weitere Beiträge zur Theorie der Elementarteilchen in den 1950er Jahren. Auch die Yang-Mills-Theorie (nicht abelsche Eichtheorie) wurde von ihm und Robert L. Mills formuliert. Mit ihr werden heute alle fundamentalen Wechselwirkungen des Standardmodells der Physik beschrieben, außer der Gravitation (die aber auch als Eichtheorie beschreibbar ist). Damals galt die Theorie allerdings als zwar mathematisch elegant, aber exotisch und wurde vor allem als Toy-Modell, zum Beispiel als Modell der Quantisierung der Gravitation (z. B. Richard Feynman) untersucht. In den 1950er Jahren untersuchte er mit Lee das Isingmodell, ein exakt lösbares Modell der statistischen Mechanik. Ebenfalls von großer Bedeutung in der Frage exakter Lösbarkeit von Modellen der statistischen Mechanik ist die Yang-Baxter-Gleichung (benannt nach ihm und Rodney Baxter).
Yang wurde 1957 zusammen mit Tsung-Dao Lee mit dem Nobelpreis für Physik „für grundlegende Forschungen über die Gesetze der Parität, die zu wichtigen Entdeckungen über die Elementarteilchen führten“ ausgezeichnet.

## Auszeichnungen (Auswahl)
- 1957 Nobelpreis für Physik
- 1957 Albert-Einstein-Gedächtnispreis
- 1957 und 1971 Morris Loeb Lecture
- 1959 Mitglied der American Academy of Arts and Sciences
- 1962 Gibbs Lecture
- 1964 Mitglied der American Philosophical Society
- 1965 Mitglied der National Academy of Sciences
- 1980 Rumford-Preis
- 1983 Gründungsmitglied der World Academy of Sciences
- 1986 National Medal of Science
- 1988 Oskar-Klein-Medaille
- 1993 Benjamin Franklin Medal der American Philosophical Society
- 1995 Albert-Einstein-Medaille
- 1995 Bower Award and Prize for Achievement in Science
- 1997 Mitglied der Päpstlichen Akademie der Wissenschaften
- 1999 Lars-Onsager-Preis
- 2001 Internationaler König-Faisal-Preis
- Namensgeber für den Asteroiden (3421) Yangchenning
- Namensgeber des Chen Ning Yang Award (C.N. Yang Award) der Association of Asia-Pacific Physical Societies (AAPPS)[8]

## Schriften
- Elementarteilchen. Von der Entdeckung des Elektrons bis zum Sturz der Parität, de Gruyter 1972 (deutsche Übersetzung von Elementary Particles, Princeton University Press 1961).
- Selected Papers 1945–1980, with commentary, Freeman 1983, World Scientific 2005.
- Selected Papers II, with commentary, World Scientific 2013.

Ausgewählte Aufsätze:
- The spontaneous magnetization of a two dimensional Ising model, Physical Review, Band 85, 1952, S. 808.
- mit T. D. Lee: Statistical theory of equations of state and phase transitions, Teil 1,2, Physical Review, Band 87, 1952, S. 404, 410 (Yang-Lee Nullstellen).
- mit Robert Mills: Isotopic spin conservation and a generalized gauge invariance, Physical Review, Band 95, 1954, S. 631 (Yang-Mills-Theorie).
- mit Kerson Huang: Quantum mechanical many body problem with hard sphere interaction, Physical Review, Band 105, 1957, S. 776.
- mit Lee: Many body problem in quantum mechanics and quantum statistical mechanics, Physical Review, Band 105, 1957, S. 1119
- mit Lee: Low temperature behaviour of a dilute Bose gas of hard spheres, Teil 1,2, Physical Review, Band 112, 1958, S. 1419, Band 113, 1959, S. 1406.
- mit Lee: Question of parity conservation in the weak interactions, Physical Review, Band 104, 1956, S. 254 (Paritätsverletzung).
- mit Lee: Parity non conservation and a two component theory of the neutrino, Physical Review, Band 105, 1957, S. 1671.
- mit Lee: Implications of the intermediate boson basis of the weak interactions, Physical Review, Band 119, 1960, S. 1410.
- The law of parity conservation and other symmetry laws of physics, Nobel Lecture 1957.
- mit Nina Byers: Theoretical considerations concerning quantized magnetic flux in superconducting cylinders, Physical Review Letters, Band 7, 1961, S. 46.
- Some exact results of the many body problem in one dimension with repulsive delta function interaction, Physical Review Letters, Band 19, 1967, S. 1312 (Yang-Baxter Relationen).
- mit Tai Tsun Wu: Concept of non integrable phase factors and global formulation of gauge fields, Physical Review D, Band 12, 1975, S. 3845.
- Magnetic monopoles, fibre bundles and gauge theories, Annals New York Academy of Sciences, Band 294, 1977, S. 86–97.
- Interview mit Zhang in Mathematical Intelligencer 1993, Vol. 15, Nr. 4.
- Einsteins impact on theoretical physics, Physics Today, Juni 1980.